# Walter Herz
Walter Herz (* 24. Juli 1875 in Breslau; † 7. September 1930) war ein deutscher Physikochemiker und Hochschullehrer.

## Biografie
Walter Herz legte seine Abiturprüfung in Breslau ab und studierte dort Chemie, er wurde 1897 promoviert. Nach Assistententätigkeit und Honorarprofessur übernahm er 1928 den Lehrstuhl für physikalische Chemie an der Universität Breslau.

## Werke
- Grundzüge der Geschichte der Chemie : Richtlinien einer Entwicklungsgeschichte der allgemeinen Ansichten in der Chemie. - Stuttgart : Enke, 1916. Digitalisierte Ausgabe der Universitäts- und Landesbibliothek Düsseldorf